# (464513) 2016 BJ80
(464513) 2016 BJ80 es un asteroide perteneciente al cinturón de asteroides, descubierto el 18 de abril de 2007 por el equipo Spacewatch desde el Observatorio Nacional de Kitt Peak (Arizona, Estados Unidos).